# رهگیری کف جنگل
جذب سطحی (یا جذب سطحی) در کف جنگل، بخشی از بارش (خالص) یا تاج بارش است که به‌طور موقت در لایه بالایی کف جنگل ذخیره می‌شود و به‌طور متوالی در طول و پس از رویداد بارندگی، ظرف چند ساعت یا چند روز تبخیر می‌شود. کف جنگل می‌تواند شامل خاک لخت، پوشش گیاهی کوتاه (مانند علف‌ها، خزه‌ها، پوشش گیاهی خزنده و غیره) یا زباله (مانند برگ‌ها، شاخه‌های کوچک یا شاخه‌های کوچک) باشد. این سرریز به ویژه سرشار از مواد مغذی است که توزیع مجدد آن در خاک را به عاملی مهم برای بوم‌شناسی و نیاز آبی پوشش گیاهی اطراف تبدیل می‌کند. به عنوان یک فرایند هیدرولوژیکی، برای مدیریت منابع آب و تغییرات اقلیمی بسیار مهم است.

## عوامل مؤثر

### ویژگی‌های پوشش گیاهی
بر اساس نوع کف جنگل، گونه‌های گیاهی مانند سوزن‌ها و برگ‌ها ظرفیت ذخیره‌سازی متفاوتی دارند. ضخامت لایه پوشش گیاهی می‌تواند یک عامل مؤثر باشد زیرا لایه‌های ضخیم‌تر ظرفیت بیشتری برای ذخیره آب دارند.
در طول سال، واکنش فصلی قابل مشاهده‌ای وجود دارد. در پاییز، برگ‌های افتاده روی کف جنگل جمع می‌شوند تا ضخامت آن را افزایش دهند که سپس به آرامی تجزیه می‌شود. در حضور برف، لایه پوشش گیاهی فشرده می‌شود و ظرفیت ذخیره‌سازی را کاهش می‌دهد.

### ویژگی‌های بارش
فراوانی وقایع بارش تاجی، چه پیوسته و چه در فواصل نامنظم، تأثیر قابل توجهی بر جذب آب دارد. حتی اگر میزان بارش آنها برابر باشد، دومی فواصل زمانی دارد که امکان تبخیر جزئی را فراهم می‌کند و باعث ایجاد فضای ذخیره‌سازی بیشتر می‌شود. شدت بارش عامل مهمی در ذخیره‌سازی است، زیرا شدت‌های بالا با افزایش ظرفیت ذخیره‌سازی سازگار هستند.

### تقاضای تبخیری
تبخیر با پتانسیل بالا، تبخیر آب جذب شده را تسریع می‌کند، دو عامل تسهیل‌کننده تبخیر، باد و تابش هستند. باد بخش قابل توجهی از حذف رطوبت است و تمایل دارد در سطح زمین پایین بماند و به کمبود بخار بیشتر منجر شود. نفوذ تابش از طریق سایبان باعث می‌شود که در زمستان تابش بیشتری نسبت به تابستان به کف جنگل برسد و این امر باعث ایجاد تغییر در میزان تبخیر فصلی می‌شود.

## تلفات رهگیری

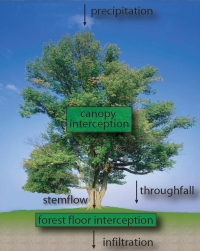
تعریف تداخل تاج پوشش و کف جنگل

تلفات باران ربایشی، بخشی از بارندگی است که توسط تاج پوشش گیاهی جذب شده و به اتمسفر تبخیر می‌شود و به صورت اختلاف بین بارندگی ناخالص و بارندگی خالص (مجموع بارش تاجی و جریان ساقه) در سطح زمین محاسبه می‌شود. میزان کلی از دست رفتن پوشش گیاهی به میزان تبخیر از سطح مرطوب تاج پوشش و مدت زمان خیس بودن تاج پوشش بستگی دارد. به نظر می‌رسد یک فرایند جزئی باشد، اما فراوانی آن می‌تواند مانع از روند بارش باران و شارژ مجدد رطوبت خاک و تولید رواناب شود و در نهایت بر تعادل آب تأثیر بگذارد. این امر به ویژه در مورد توده‌های جنگلی که سالانه یک چهارم یا بیشتر از میزان بارندگی ناخالص خود را از دست می‌دهند، صادق است. این می‌تواند از ۹٪ در آمازون تا ۶۰٪ در نوئل سیتکایی و نوئل نروژی در بریتانی متغیر باشد. پوشش گیاهی بلند، برخلاف پوشش گیاهی کوتاه، میزان تبخیر قابل توجهی از آب جذب شده را تجربه می‌کند که از میزان تعرق بیشتر است.

## اندازه‌گیری
تحقیقات کمی در مورد میزان نفوذ آب در کف جنگل وجود دارد، اما این میزان با روش‌های آزمایشگاهی یا میدانی قابل اندازه‌گیری است. در روش‌های آزمایشگاهی، نمونه‌ها تحت شرایط کنترل‌شده در آزمایشگاه مشاهده می‌شوند، هرچند که خطر آسیب به نمونه‌ها وجود دارد. روش‌های میدانی، آزمایش‌هایی هستند که در محل انجام می‌شوند و در نتیجه، دست‌خوردگی نمونه‌ها به حداقل می‌رسد.
مدل‌های نوع راتر، تکنیک‌های رایج‌تری در مدل‌سازی فرایند رهگیری هستند. این امر با تعادل ورودی، ذخیره و خروجی بارندگی از طریق زهکشی و تبخیر نشان داده می‌شود.

## برای مطالعهٔ بیشتر
- Gerrits, AMJ, Savenije, HHG, Hoffmann, L. و Pfister, L. (2007): تکنیک جدید برای اندازه‌گیری نفوذ آب از کف جنگل - کاربردی در یک جنگل راش در لوکزامبورگ، علوم هیدرولوژی و سیستم زمین، ۱۱، ۶۹۵–۷۰۱.
- ویلیام ام. پوتوهنا، ایان کوردری (۱۹۹۶)، تخمین ظرفیت جذب آب در کف جنگل، مجله هیدرولوژی، جلد ۱۸۰، شماره‌های ۱–۴، صفحات ۲۸۳–۲۹۹، ISSN 0022-1694، https://doi.org/10.1016/0022-1694(95)02883-8